# Johann Alois Schneider
Johann Alois Schneider (* 12. April 1752 in Brünn; † 22. Dezember 1818 in Dresden) war ein deutscher katholischer Bischof.

## Leben

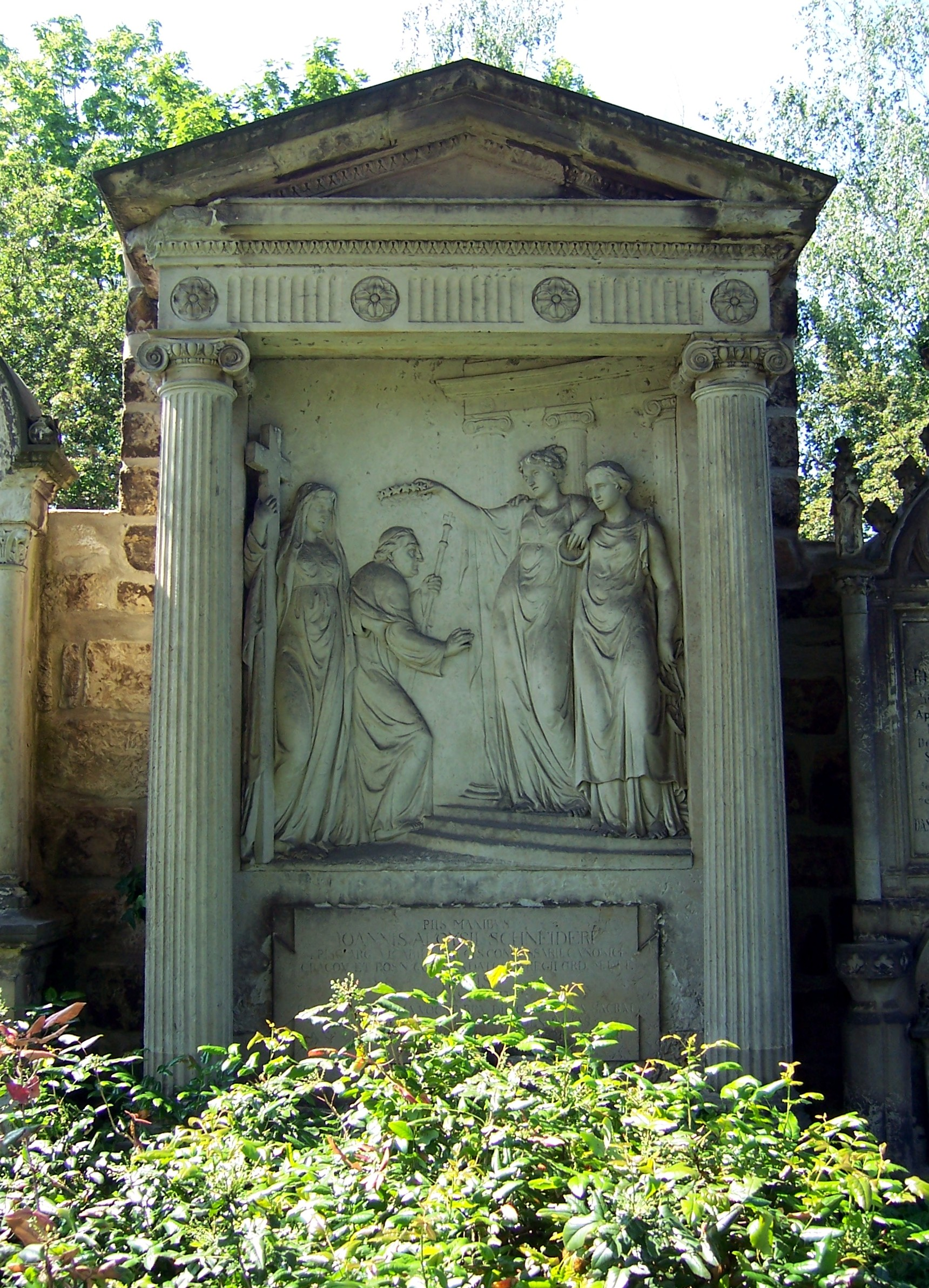
Grab Johann Alois Schneiders auf dem Alten Katholischen Friedhof in Dresden

Johann Alois studierte bei den Jesuiten in Olmütz. Im Jahr 1768 trat er in deren Orden ein. Nach der Aufhebung des Ordens im Jahr 1773 setzte er seine Studien in Prag fort. Im Jahr 1776 wurde er zum Priester im Erzbistum Prag geweiht und als Lehrer am Prager Gymnasium angestellt.
Auf Vorschlag des Apostolischen Vikars in den Sächsischen Erblanden Franz Herz erhielt er 1787 den Auftrag, als Seelsorger nach Leipzig zu gehen. In Leipzig zählte er – nicht nur bei den Katholiken – zu den beliebtesten Kanzelrednern. Im Jahr 1792 wurde er als Hofprediger nach Dresden berufen. Im Jahr 1798 wählte ihn Amalie von Pfalz-Zweibrücken-Birkenfeld-Bischweiler, die Gemahlin des sächsischen Kurfürsten, zu ihrem Beichtvater. Im Jahr 1801 folgte ihr darin auch der Kurfürst Friedrich August III. selbst.
Nach dem Tod des Apostolischen Vikars Herz ernannte ihn 1801 der Kurfürst zu dessen Nachfolger. In Schneiders Amtszeit fällt der Frieden von Posen, der die rechtliche Gleichstellung der katholischen und evangelischen Bürger in Sachsen brachte. Damit wurde praktisch das Apostolische Vikariat als oberste geistliche Behörde für die Katholiken in den sächsischen Erblanden (ohne Oberlausitz, wo Katholiken schon länger Anerkennung genossen) anerkannt. Die Beschränkungen für die katholische Kirche wurden aufgehoben.
Im Jahr 1807 organisierte Schneider das Konsistorium in Bautzen. Gleichzeitig wurde ihm die Zensur der im Königreich Sachsen erscheinenden katholischen Schriften übertragen. Im Jahr 1809 erhielt er vom Domkapitel Erfurt die Ehrendoktorwürde.
Im Jahr 1816 wurde ihm die bischöfliche Würde verliehen, die die früheren Apostolischen Vikare nicht erhalten hatten. Er wurde von Bischof Franz Georg Lock, Domdekan von Bautzen, in der Kapelle des Taschenbergpalais zum Titularbischof von Argos geweiht.
Das Grabmal auf dem Alten Katholischen Friedhof in Dresden-Friedrichstadt ließ der König auf seine Kosten von Franz Pettrich errichten. Der Verstorbene wird von der Allegorie des Glaubens an das Tor der hochgebauten Stadt geleitet, wo ihn der Genius der Ewigkeit empfängt, um ihn mit dem Sternenkranz zu krönen. Die Gerechtigkeit, die die guten Werke wiegt, lässt die Waage sinken, da der Genius der Ewigkeit dem Verstorbenen bereits den Sternenkranz auf das Haupt setzt. Hervorragend ist das Vorwärtstasten durch das dunkle Todestal zum ewigen Licht dargestellt. Unter dem Relief auf dem Sockel liegen die Abzeichen des bischöflichen Amtes: Krummstab, Mitra und Stola, außerdem noch Kelch, Trauben und Ähren.